# Mycetophila suburbana
Mycetophila suburbana är en tvåvingeart som beskrevs av Ostroverkhova 1979. Mycetophila suburbana ingår i släktet Mycetophila och familjen svampmyggor. Inga underarter finns listade i Catalogue of Life.